# Radzim Gaudenty
Radzim (Radzym) Gaudenty (cz. Radim) – syn Sławnika, brat przyrodni św. Wojciecha, pierwszy arcybiskup gnieźnieński oraz metropolita na ziemiach polskich w ówczesnym państwie pierwszych Piastów. Za datę narodzin przyjmuje się okres między 960 a 970 rokiem (otrzymując sakrę biskupią powinien mieć najmniej 30 lat). Rok śmierci nie jest ustalony – według różnych koncepcji historyków przyjmuje się kilka propozycji 1006, 1011, 1016, 1018, 1020, 1022.

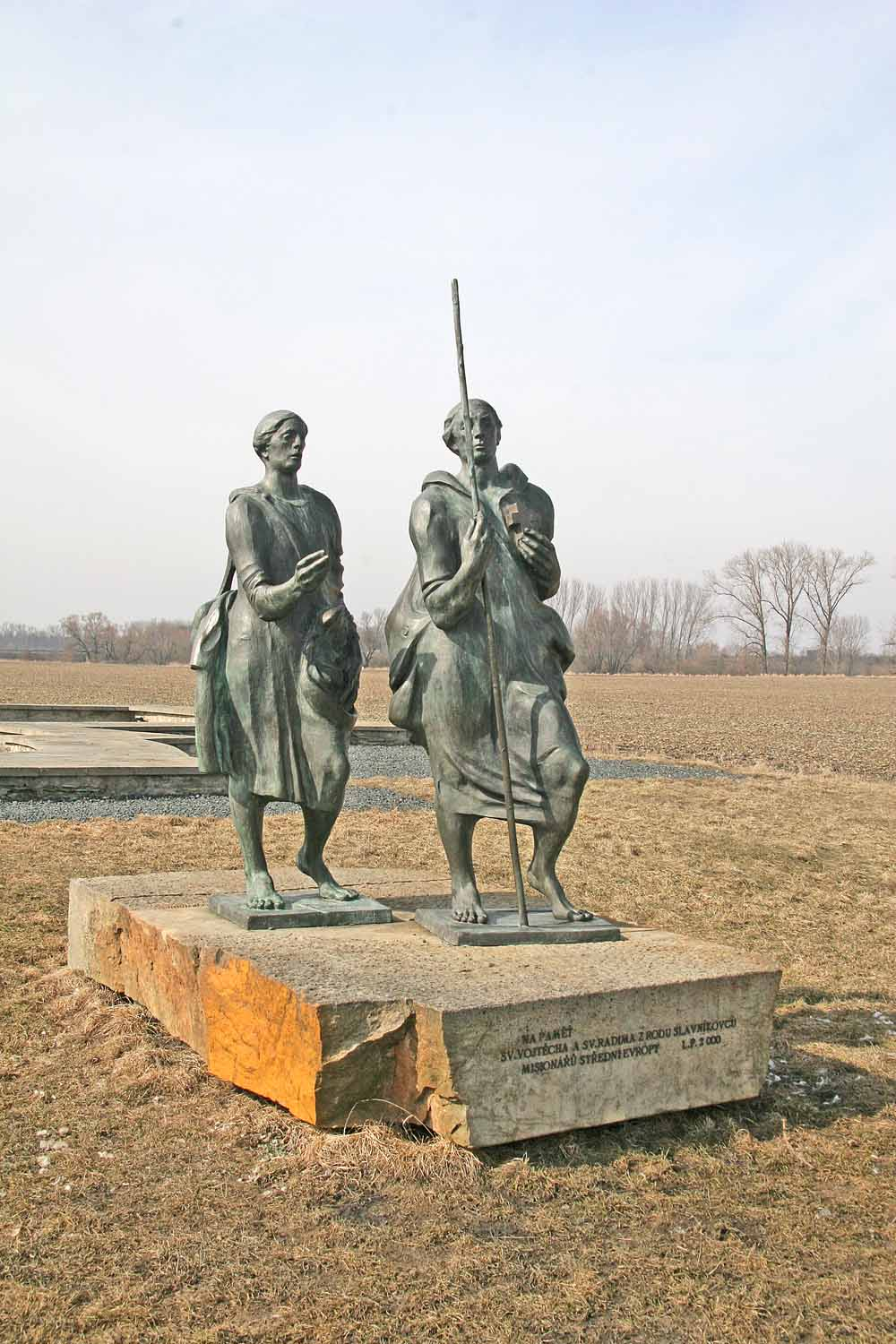
Pomnik św. Wojciecha wraz z bratem Radzimem w Libicach

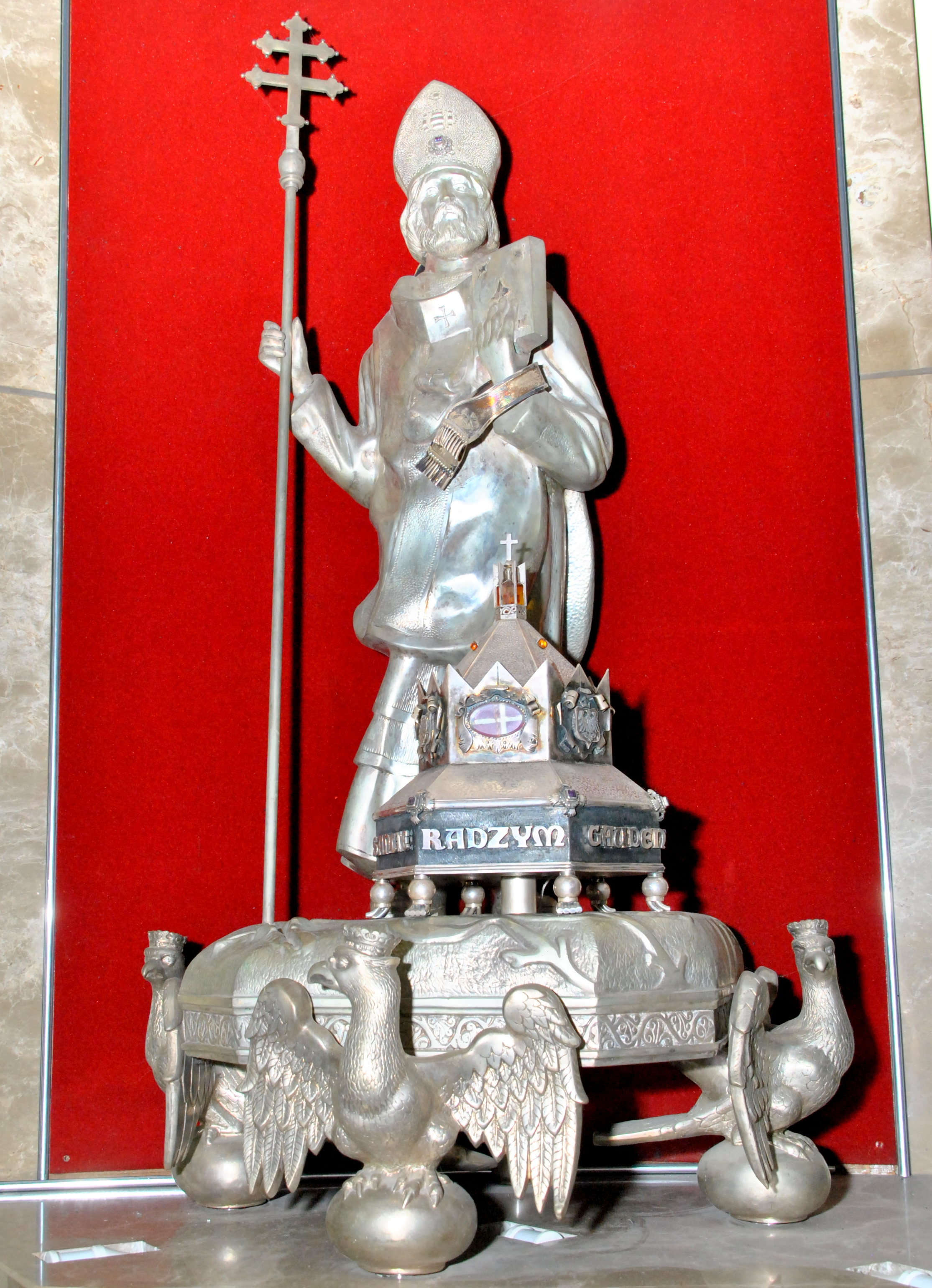
Relikwiarz bł. Radzyma w kościele pod jego wezwaniem

## Znaczenie imienia
Czeskie imię Radim, a polskie Radzim oznacza dający radość, natomiast łacińskie Gaudenty wywodzi się od słowa gaudeo (tu w formie participium praesentis activi: gaudens), czyli radosny. Imiona więc oznaczają osobę o pogodnym usposobieniu.

## Towarzysz św. Wojciecha
Ojcem Radzima był Sławnik, książę libicki z rodu Sławnikowiców, wnuk cioteczny króla Niemiec Henryka Ptasznika. Imię matki jest nieznane. Wiadomo, że była konkubiną Sławnika.
Według niektórych badaczy kształcił się wspólnie z Wojciechem w magdeburskiej szkole Otryka, ale ze względu na różnicę wieku od kilku do kilkunastu lat jest to mało prawdopodobne. Nie ulega jednak wątpliwości, że od młodości był przeznaczony do stanu duchownego będąc później nieodłącznym towarzyszem starszego brata Wojciecha, biskupa Pragi od 982 roku. Pracował m.in. w praskiej kurii prowadzonej przez jego brata. W 988 roku wspólnie z nim podróżował do Rzymu. Dalszym etapem wędrówki miała być pielgrzymka do Ziemi Świętej, dotarli jednak tylko do opactwa benedyktynów na Monte Cassino, skąd powrócili do Rzymu. Tu obaj wstąpili do klasztoru benedyktynów na Awentynie (990), gdzie Radzim przyjął zakonne imię Gaudenty (17 kwietnia 990). Radzim przyjął wówczas także święcenia diakona, a niedługo potem kapłańskie. Pielgrzymowali też po Francji, spotkali się w Moguncji z cesarzem Ottonem III.
Bracia wrócili do Pragi, ale wobec kłopotów Wojciecha na jego praskim biskupstwie, w 994 roku znów podążyli do Rzymu. Stąd udali się do Francji, a następnie przez Polskę z dwumiesięczną przerwą w Gnieźnie do Prus. Los brata został Gaudentemu oszczędzony. Hagiografowie Wojciecha przekazali, że w przeddzień tragicznej śmierci Wojciecha Radzim miał mieć widzenie przepowiadające męczeństwo brata (23 kwietnia 997). Początkowo uprowadzony, a następnie wypuszczony przez Prusów, wspólnie z innym towarzyszem wyprawy, Benedyktem, powrócił na dwór Bolesława I Chrobrego, którego poinformował o śmierci brata, a następnie brał udział w wykupieniu ciała Wojciecha przez Chrobrego i sprowadzeniu jego ciała do Gniezna. Pod koniec 997 roku udał się do Rzymu z wieścią o śmierci Wojciecha. Na stały pobyt obrał klasztor na Awentynie. 29 czerwca 999 roku brał udział w ogłoszeniu Wojciecha świętym.

## Arcybiskup gnieźnieński
Zabiegi dyplomatyczne u przyjaciół Wojciecha, papieża Sylwestra II i cesarza Ottona III przyniosły szybki sukces w roku 999. Wtedy też Radzim Gaudenty otrzymał w Rzymie sakrę biskupią, z przeznaczeniem na zamierzoną metropolię gnieźnieńską. Podczas zjazdu gnieźnieńskiego w 1000 roku został intronizowany na metropolię, w skład której wchodziły trzy sufraganie: w Krakowie, Wrocławiu i Kołobrzegu. Biskupów: krakowskiego Poppona, wrocławskiego Jana i kołobrzeskiego Reinberna, konsekrował prawdopodobnie Gaudenty.
Wcześniejsze misyjne biskupstwo poznańskie pozostało poza archidiecezją prawdopodobnie do roku 1012. Pomiędzy arcybiskupem a poznańskim biskupem Ungerem zaistniał spór. Biskup poznański, czy to z własnej inicjatywy, czy też jak uważają niektórzy badacze pod naciskiem arcybiskupa Magdeburga, mającego nadzieję objąć swoją jurysdykcją państwo Chrobrego, protestował przeciwko nowemu arcybiskupstwu. Przebieg tego konfliktu nie jest znany, nic nie wiadomo również o działalności Gaudentego jako arcybiskupa. Przypuszcza się, że sprowadził do Polski swoich współbraci zakonnych (benedyktynów), których osadził w Międzyrzeczu. Jest to jednak informacja przekazana przez późniejszą tradycję i niepewna. W okresie jego rządów miało miejsce w 1003 roku męczeństwo tzw. Pięciu Braci Męczenników. Wyprawę misyjną wśród Jaćwingów zorganizował w tym czasie św. Bruno z Kwerfurtu. Zakończyła się ona śmiercią Brunona 9 marca 1009 roku. Mogło to mieć jednak miejsce już po śmierci Radzima. Istnieje również podana przez Galla Anonima informacja o tym, że z nieznanego powodu arcybiskup obłożył klątwą ziemie Polski.

## Data śmierci
Znana jest w przybliżeniu data dzienna śmierci Gaudentego – dwa czeskie nekrologi podają 12 października, natomiast nekrolog z Lüneburga 14 października. Niepewny jest natomiast rok. Według Jana Długosza i powtarzających za nim Katalogów arcybiskupów gnieźnieńskich stało się to w roku 1006. Data ta jest jednak obecnie kwestionowana. Władysław Abraham uważał, że Gaudenty zmarł dopiero po 1011. Hipotezę tę oparł na założeniu, że w nekrologu lüneburskim imiona zmarłych zapisane są w kolejności chronologicznej. Ponieważ w nekrologu tym imię Gaudentego zapisane jest po Swidgerze, którego Abraham identyfikował ze zmarłym 14 października 1011 Swidgerem, biskupem Münster, to oznacza to, że Gaudenty musiał umrzeć po Swidgerze, a więc po roku 1011. Nowsze badania wykazały jednak, że argumentacja ta nie jest trafna i że zapisy z tego nekrologu nie mogą być traktowane jako wskazówka do ustalenia rocznej daty zgonu Gaudentego. Z drugiej jednak strony Abraham zwrócił uwagę, że o śmierci Gaudentego milczy niemiecki kronikarz bp Thietmar z Merseburga żyjący w latach 975–1018. Nie odnotował on w swej kronice żadnej wzmianki o jego śmierci. Argumentację tę przyjmują m.in. Gerard Labuda i Tomasz Jurek, przesuwając datę śmierci Radzima Gaudentego na okres po 1018 roku.
Pozostałości po grobie Radzima znajdują się w katedrze gnieźnieńskiej.

## Kult
Pierwszy arcybiskup metropolita gnieźnieński został pochowany w gnieźnieńskiej katedrze w pobliżu grobu swojego brata św. Wojciecha. Jego ciało zostało wywiezione z Gniezna w 1038 roku przez czeskiego księcia Brzetysłwa I do Pragi razem z relikwiami jego brata i 5 Braci Męczenników i złożone w katedrze św. Wita na Hradczanach w kaplicy świętych Kosmy i Damiana. Jako towarzysz św. Wojciecha Radzim stał się obiektem kultu w Polsce i w Czechach.
W pierwszej połowie XX wieku z inicjatywy bp Antoniego Laubitza zainteresowano się miejscem pochówku bł. Radzyma w katedrze gnieźnieńskiej i brakiem jego relikwii. Jednak dopiero w czerwcu 1963 roku z polecenia prymasa Wyszyńskiego zaczęto poszukiwania grobowca i w efekcie w podziemiach środkowej nawy głównej katedry natrafiono na grobowiec Radzyma. Prymas spełniając swoją misję poprosił papieża Pawła VI o wprowadzenie kultu bł. Radzyma Gaudentego do polskiego kalendarza liturgicznego i otrzymał pozytywną odpowiedź. Nigdy nie został kanonizowany – kult i tytuł świętego został jednak oficjalnie potwierdzony, skoro jest wpisany do Martyrologium Rzymskiego pod datą 11 października jako święty. Szczególną czcią jest otoczony w Gnieźnie, Pradze oraz w Zakonie Benedyktynów.
W 1981 roku prymas Wyszyński doprowadzając swoją misję prawie do celu erygował jedyną w Polsce oraz na świecie parafię bł. Radzyma Gaudentego w Gnieźnie w dzielnicy Winiary. Przez lata starano się znaleźć i odzyskać relikwie bł. Radzyma. 9 kwietnia 2003 roku za zgodą kardynała Miloslava Vlka prymasa Czech i Moraw relikwie przekazano parafii bł. Radzyma Gaudentego w Gnieźnie. Przyczyniły się do tego prośby proboszcza parafii bł. Radzyma ks. Zbigniewa Kapturczaka – ks. Zbigniew Bukowski oraz pracownik służby konserwatorskiej praskiej kurii kanclerz Pavel Konzal. Współcześnie Kościół katolicki uważa Radzyma za błogosławionego jednak papież Jan Paweł II 10 grudnia 2004 roku zezwolił na używanie tytułu święty przed imieniem Radzym. W czerwcu 2006 roku w katedrze gnieźnieńskiej rozpoczęły się obchody Tysiąclecia Śmierci Radzyma w których wziął udział cały episkopat Polski, natomiast w październiku w parafii bł. Radzyma miały miejsce centralne uroczystości z udziałem prymasów Czech i Polski oraz 14 polskich biskupów.
Istnieje teza, że głowa św. Wojciecha przechowywana w Akwizgranie jest w rzeczywistości głową Radzima. Jego święto obchodzone jest w archidiecezji gnieźnieńskiej 14 października, a w archidiecezji praskiej 12 października.
Mimo że nie przeprowadzono procesu kanonizacyjnego Radzyma zaraz po śmierci czczono jako błogosławionego. Kult Radzyma rósł wraz z kultem Wojciecha. Rocznik krakowski zwany świętokrzyskim po raz pierwszy określa Radzyma świętym. Dowodzi to, że na przełomie XI i XII wieku kult Radzyma szerzono w całej Polsce. Jan Długosz w swoich kronikach określił Radzyma błogosławionym. Od XVI wieku wspominano Radzyma głównie u benedyktynów w Tyńcu oraz w Europie.
Po uprowadzeniu do Czech relikwii Radzyma kult zaistniał w Pradze. Jeden z czeskich kronikarzy Alojzy Bogusław Balbinus podał, że po 1040 roku przy grobie Radzyma działy się cuda. Świadectwem kultu bł. Radzyma Gaudentego na Słowacji jest obraz jemu poświęcony, znajdujący się w kościele klasztornym w Czerwonym Klasztorze, namalowany w XVIII w.

## Miejscowości nazwane od imienia Radzym
Hagiograf salezjański ks. Wincenty Zalewski podaje, że jest 11 miejscowości wywodzących się od imienia Radzim. Wśród nich można wymienić:
- Radzim
- Radzim
- Radzim
- Radzimów
- Radzymin
- Radzimowice
- Radzimowice
- Radzionków

## Radzym Gaudenty w legendzie
Postać Radzyma Gaudentego pojawia się w gnieźnieńskiej legendzie: św. Wojciech wcale ówczesnymi gnieźnianami zachwycony nie był. Widząc, jak są gnuśni i nieskorzy do przestrzegania bożych przykazań miał nawet nałożyć na nich klątwę zaznaczając, że dopiero nim minie 20 pokoleń Gniezno będzie od niej uwolnione. Jednak po jego śmierci nad grodem ulitował się Radzim Gaudenty i miał zdjąć klątwę, nakazując poprawę uczynków.

## Literatura i utwory sceniczne
W literaturze polskiej można znaleźć kilka prezentacji Radzyma. Piszą o nim m.in.:
- Maria Czeska-Mączyńska (1883–1944) w powieści dla młodzieży pt. „Rycerz Chrystusowy”
- Władysław Jan Grabski (1901–1970) w trzytomowej powieści-legendzie pt. „Saga o Jarlu Broniszu”
- Teodor Parnicki (1908–1988) w powieści historycznej pt. „Srebrne orły”
- Karol Bunsch (1898–1987) w dwutomowej powieści historycznej pt. „Rok tysięczny”
- Antoni Gołubiew (1907–1979) w sześciotomowej powieści historycznej „Bolesław Chrobry”, szczególnie w drugim tomie „Szło nowe”
- Elżbieta Cherezińska (ur. 1972) w powieści „Gra w kości”
- Elżbieta Cherezińska (ur. 1972) w powieści "Harda" i "Królowa"

Z utworów scenicznych można wymienić:
- Juliusz Słowacki (1809–1849) dramat w pięciu aktach „Lilla Weneda” rozgrywający się w okolicach Gopła
- Dramat w trzech aktach Ignacego Zięby pt. „Święty Wojciech”
- Tomasz Szymański – dyrektor Teatru w Gnieźnie: „Rapsod o św. Wojciechu”
- Tomasz Szymański: „Znowu nam się jęła marzyć…” – w 90. rocznicę Powstania Wielkopolskiego